# ة
Tāʾ marbūṭa ‹ ة › (arabe : تاء مربوطة, litt. « tāʾ bouclé ou lié ») est une lettre de l’alphabet arabe utilisée dans l’écriture de l’arabe et du persan.

## Utilisation
En arabe, le tāʾ marbuta, toujours situé en fin de mot, est le plus souvent utilisé pour indiquer le féminin. Par exemple : طالبة (ṭāliba « étudiante ») est le féminin de طالب (ṭālib « étudiant »).  Cependant, on trouve aussi des mots masculins se terminant par cette lettre, comme خَليفة ḵalīfa « calife ».